# The Rascals (Britse band)
The Rascals waren een Britse indierockgroep afkomstig uit Wirral Peninsula. De groep bestond uit drie jongens; Miles Kane (ook bekend van The Last Shadow Puppets, zijn nevenproject waarin hij samen met Alex Turner van Arctic Monkeys muziek maakt), Greg Mighall en Joe Edwards. In augustus 2009 verliet Kane de groep.
Miles Kane was de zanger en gitarist, Greg Mighall was drummer en Joe Edwards was bassist. Deze 3 bandleden vormden voor The Rascals de groep The Little Flames, samen met nog 2 andere artiesten: Eva Petersen & Mat Gregory.
Hun debuutalbum Rascalize kwam eerst uit via iTunes op 15 juni 2008. Later op 23 juni 2008 kwam het uit op cd.
Eerder (9 december, 2007) brachten ze hun debuut-ep uit, Out Of Dreams.

## Discografie

### Albums
- Rascalize (23 juni 2008)

### Singles
- Suspicious Wit (18 februari 2008)
- Freakbeat Phantom (16 juni 2008)
- I'll Give You Sympathy (29 september 2008)

### Ep's
- Out Of Dreams (9 december 2007)